# Рогозов Леонід Іванович
Леонід Іванович Рогозов (14 березня 1934 , Даурія (селище), Читинська область  — 21 вересня 2000 , Санкт-Петербург ) — радянський і російський лікар — хірург, учасник 6-ї радянської антарктичної експедиції, в 1961 році зробив сам собі операцію через початок гострого апендициту.

## Ранні роки
Леонід Рогозов народився 14 березня 1934 року на станції Даурія Борзінського району Читинської області (нині Забайкальського краю) в сім'ї шофера Івана Прохоровича Рогозова (1905 р. н.) та доярки Євдокії Омелянівни (1908 р. н.) третім з чотирьох дітей. У 1938 році сім'я перебралася в Мінусінськ (Красноярський край), де Леонід і вступив до середньої школи. Під час німецько-радянської війни, в 1943 році, батько загинув на фронті. Після семи класів Леонід навчався в училищі на гірничого майстра, проте потім повернувся до школи і успішно її закінчив.
Після служби в армії вступив у 1953 році до Ленінградського педіатричного медичного інституту на лікувальний факультет.

## Робота в Антарктиді
У 1959 році Леонід Рогозов закінчив інститут і відразу ж був зарахований в клінічну ординатуру з хірургії. Однак навчання в ординатурі було на час перервано у зв'язку з тим, що 5 листопада 1960 року Леонід відбув на дизель-електрохід «Об» в Антарктиду лікарем 6-ї Радянської Антарктичної експедиції. В Антарктиді, куди судно прибуло в грудні, Леонід Рогозов, крім своєї основної посади, виконував обов'язки метеоролога і навіть водія. Після дев'яти тижнів підготовчих робіт, 18 лютого 1961 року, в оазі Ширмахера була відкрита нова радянська антарктична станція — Новолазарєвськая. Під час першої зимівлі на ній відбулася подія, яка зробила 27-річного хірурга відомим на весь світ.

### Операція
29 квітня 1961 року Леонід виявив у себе тривожні симптоми: слабкість, нудоту, підвищену температуру тіла і болю правої клубової частини. Будучи єдиним лікарем в експедиції, що складалася з 13 осіб, Леонід сам поставив собі діагноз: гострий апендицит. Консервативна тактика лікування (спокій, голод, місцевий холод і антибіотики) успіху не мала. Наступного дня температура піднялася ще вище. Ні на одній з найближчих антарктичних станцій не було літака, крім того, погані погодні умови все одно не дозволили б виконати політ на Новолазарєвську, що знаходиться за 80 км від берега. Для того, щоб врятувати життя хворого полярника, необхідна була термінова операція на місці. І єдиним виходом у ситуації, що склалася могла бути операція самому собі.
Виконувати операцію вночі 30 квітня 1961 року хірурга допомагали метеоролог Олександр Артем'єв, що подавав інструменти, та інженер-механік Зіновій Теплинський, що тримав біля живота невелике кругле дзеркало і спрямовував світло від настільної лампи. Начальник станції Владислав Гербович чергував на випадок, якщо комусь з асистентів, які ніколи не мали відношення до медицини, стане погано. У лежачому положенні, з напівнахилом на лівий бік, лікар зробив місцеву анестезію розчином новокаїну, після чого зробив за допомогою скальпеля 12-сантиметровий розріз у правій клубовій частині. Частково дивлячись у дзеркало, часом на дотик (без рукавичок), він видалив запалений апендикса і увів антибіотик в черевну порожнину. Через 30-40 хвилин від початку операції розвинулася виражена загальна слабкість, з'явилося запаморочення, через що доводилося робити короткі паузи для відпочинку. Проте, до півночі операція, що тривала 1 годину 45 хвилин, була завершена. Через п'ять днів температура нормалізувалася, ще через два дні були зняті шви.
Ця подія описана Леонідом Рогозовим в «Інформаційному бюлетені Радянської Антарктичної експедиції» (Рогозов Л. І. Операція на собі // Бюлетень радянської антарктичної експедиції. — М., 1962. — Вип. 37. — С. 42-44).

Я не дозволяв собі думати ні про що, крім справи… У випадку, якщо б я втратив свідомість, Саша Артем'єв зробив би мені ін'єкцію — я дав йому шприц і показав, як це робиться… Мої бідні асистенти! В останню хвилину я подивився на них: вони стояли в білих халатах і самі були біліше білого. Я теж був переляканий. Але потім я взяв голку з новокаїном і зробив собі першу ін'єкцію. Якимось чином я автоматично перейшов до режиму оперування, і з цього моменту я не помічав нічого іншого.
Дістатися до апендикса було непросто, навіть за допомогою дзеркала. Робити це доводилося в основному на дотик. Раптово в моїй голові спалахнуло: «Я наношу собі все більше ран і не помічаю їх…» Я стаю слабкішими і слабкішими, моє серце починає давати збої. Кожні чотири-п'ять хвилин я зупиняюся відпочити на 20-25 секунд. Нарешті, ось він, клятий апендикс!.. На найважчій стадії видалення апендикса я занепав духом: моє серце завмерло і помітно зменшило хід, а руки стали як гума. Що ж, подумав я, це скінчиться погано. Але ж все, що залишалося, — це власне видалити апендикс! Але потім я усвідомив, що взагалі-то я вже врятований!

У петербурзькому музеї Арктики і Антарктики є експозиція, що представляє хірургічні інструменти, якими Леонід Рогозов виконав цю операцію.

## Резонанс
Льотчик-космонавт СРСР Герой Радянського Союзу Герман Титов, перераховуючи у своїй книзі «Блакитна моя планета» мужні вчинки Олександра Матросова, Миколи Гастелло, Бориса Пастухова та інших героїв, написав:

У нашій країні подвиг — це саме життя.
…ми заздримо мужності радянського лікаря Леоніда Рогозова, який зробив сам собі операцію апендициту в складних умовах антарктичної експедиції.
Іноді я розмірковую про все це наодинці з собою і запитую: а зміг би я таке зробити? На розум завжди приходить одна відповідь: «Намагався б зробити все, що в моїх силах…»

Володимир Висоцький присвятив цій події свою пісню: 
Пока вы здесь в ванночке с кафелем

Моетесь, нежитесь, греетесь, —

В холоде сам себе скальпелем

Он вырезает аппендикс.

## Наступні роки
Повернувшись у жовтні 1962 року з антарктичної експедиції до Ленінграда, Леонід Рогозов завершив через рік своє навчання в клінічній ординатурі з хірургії (жовтень 1963 року). У березні 1963 року він став членом КПРС. Того ж року вступив до аспірантури при ЛПМІ. Результатом трирічної підготовки став захист у вересні 1966 року кандидатської дисертації «Про резекції нижньої третини стравоходу з приводу раку».
- 1966–1967 — лікар-хірург лікарні ім. Ф. Ф. Ерісмана.
- 1967–1979 — асистент кафедри госпітальної хірургії Першого Ленінградського медичного інституту імені акад. І. П. Павлова. У 1971 році був у службовому відрядженні в Болгарії.
- 1979–1986 — лікар-хірург міської лікарні № 12, медико-санітарних частин № 8, № 9, міської лікарні № 16 імені В. В. Куйбишева.
- 1986–2000 — завідувач відділенням хірургії лімфоабдомінального туберкульозу Ленінградського (Санкт-Петербурзького) НДІ фтизіопульмонології.

У 1991, 1993 і 1998 роках занесений до книги рекордів СРСР «Диво-90. Чудеса. Рекорди. Досягнення», до книги рекордів Росії, країн СНД і Балтії "Диво 93. Чудеса. Рекорди. Досягнення " і до книги рекордів Росії, країн СНД і Балтії «Диво. Чудеса. Рекорди. Досягнення».
Вільно володів болгарською мовою, розмовляв також німецькою, англійською, чеською мовами.
Був оперований через рак легенів. Леонід Рогозов помер 21 вересня 2000 року в результаті післяопераційних ускладнень на 67-му році життя. Похований в Санкт-Петербурзі на Ковалівському кладовищі (ділянка 35).

## Нагороди, премії
Указом Президії Верховної Ради СРСР від 23 червня 1961 року за заслуги в наукових дослідженнях Антарктиди і виявлену при цьому мужність нагороджений разом із учасниками комплексних антарктичних експедицій Радянського Союзу, що особливо відзначилися, орденом Трудового Червоного Прапора.
Згодом відзначався знаками «Відмінник охорони здоров'я», «Почесному полярнику», а також Почесною грамотою ЦК ВЛКСМ.

## Родина
- Перший шлюб: дружина Ангеліна Василівна Рогозова; син Василь.
- Другий шлюб (з 1969 року): дружина Марцела Рогозова, громадянка Чехословаччини (розлучилися через шість років). Дочка Олена Войткова (нар. 1969) — лікар загальної практики, працює в чеському місті Усті-над-Лабем[7]; син Владислав Рогозов (нар. 1970) — лікар- анестезіолог, працює в Шеффілді (Англія)[8][9].